# Ailson Feitosa
Pour les articles homonymes, voir Feitosa.
Ailson da Silva Feitosa (né le 13 août 1988 à Sítio Novo do Tocantins, Tocantins) est un athlète brésilien, spécialiste du sprint.
Sur 100 m, il a réalisé 10 s 49 en mai 2011 tandis que sur 200, il devient un 20 s 81 à São Paulo le 6 avril de la même année.
Il fait partie de l'équipe brésilienne du relais 4 × 100 m sélectionnée pour les Mondiaux de Daegu en 2011. Il remporte la médaille d'or lors Championnats d'Amérique du Sud d'athlétisme 2011 à Buenos Aires avec le relais 4 × 100 mètres composé de Nilson Andrè, Carlos Roberto de Moraes Jr et Sandro Viana. Il remporte les deux titres du relais lors des Jeux sud-américains de 2014.